# Хинрайнер, Эрнст
Эрнст Хинрайнер (нем. Ernst Hinreiner; 1 января 1920, Зальцбург — 20 мая 1999, Зальцбург) — австрийский дирижёр.
Окончил зальцбургский Моцартеум, где учился, в частности, у Бернхарда Паумгартнера.
В 1946—1980 гг. заведовал музыкальной редакцией зальцбургского отделения Австрийского радиовещания. Одновременно работал как хоровой дирижёр: в 1951 году основал хор Зальцбургского радио, в 1966 году — Зальцбургский моцартовский хор. Регулярно выступал как хоровой и оркестровый дирижёр на Зальцбургском фестивале, Зальцбургской Моцартовской неделе и других музыкальных фестивалях.
С различными зальцбургскими коллективами записал, в частности, Реквиемы Михаэля Гайдна и Антона Адльгассера, ораторию Карла Орфа «Carmina Burana».
В 1956—1993 гг. преподавал в Моцартеуме.